# Blue Flame
Blue Flame – szósty minialbum południowokoreańskiej grupy Astro, wydany 20 listopada 2019 roku przez wytwórnię Fantagio Music. Płytę promował singel „Blue Flame”. Minialbum został wydany w dwóch wersjach fizycznych: „Book ver.” oraz „Story ver.”.
Sprzedał się w nakładzie 119 072 egzemplarzy w Korei Południowej (stan na styczeń 2020).

## Lista utworów
| CD | CD                                                                                          | CD                                                                      | CD | CD                                          | CD      |
| Nr | Tytuł utworu                                                                                | Tekst                                                                   | Kompozycja                                                                                                | Aranżacja                                   | Długość |
| -- | ------------------------------------------------------------------------------------------- | ----------------------------------------------------------------------- | --- | ------------------------------------------- | ------- |
| 1. | „Blue Flame”                                                                                | Hwang Yu-bin; Rap Making: Jin Jin, Rocky                                | VO3E, Tiyon “TC” Mack                                                                                     | VO3E, Tiyon “TC” Mack                       | 3:14    |
| 2. | „Go&Stop”                                                                                   | Peter Pan, Crazy Park; Rap Making: Jin Jin                              | Crazy Park, Peter Pan, Bae Jae-woo, Super Human                                                           | Crazy Park, Super Human                     | 3:35    |
| 3. | „Daya (All About You)” (kor. 다야 (All About You))                                          | Kim Min-gu, GRVVITY; Rap Making: Jin Jin, Rocky                         | GRVVITY, TIME, Kim Min-gu                                                                                 | GRVVITY, TIME                               | 3:07    |
| 4. | „Chanbaram Bul Ttaemyeon (When The Wind Blows)” (kor. 찬바람 불 때면 (When The Wind Blows)) | Rocky; Rap Making: Jin Jin, Rocky                                       | Rocky, AVANTGARDE                                                                                         | Ohway! (PRISMFILTER), AVANTGARDE (Avangard) | 3:22    |
| 5. | „You're my world”                                                                           | Kim Chang-rak (AIMING), Kim Su-bin (AIMING); Rap Making: Jin Jin, Rocky | Kim Chang-rak (AIMING), Kim Su-bin (AIMING), Ma Jung-hoon (617/Cheat Keys), Kim Jung-yop (617/Cheat Keys) | Cheat Keys                                  | 4:05    |

## Notowania
| Lista                   | Pozycja |
| ----------------------- | ------- |
| Gaon Weekly Album Chart | 2       |
| Oricon Album Chart      | 7       |
| Five Music (Tajwan)     | 2       |